# Lazarus

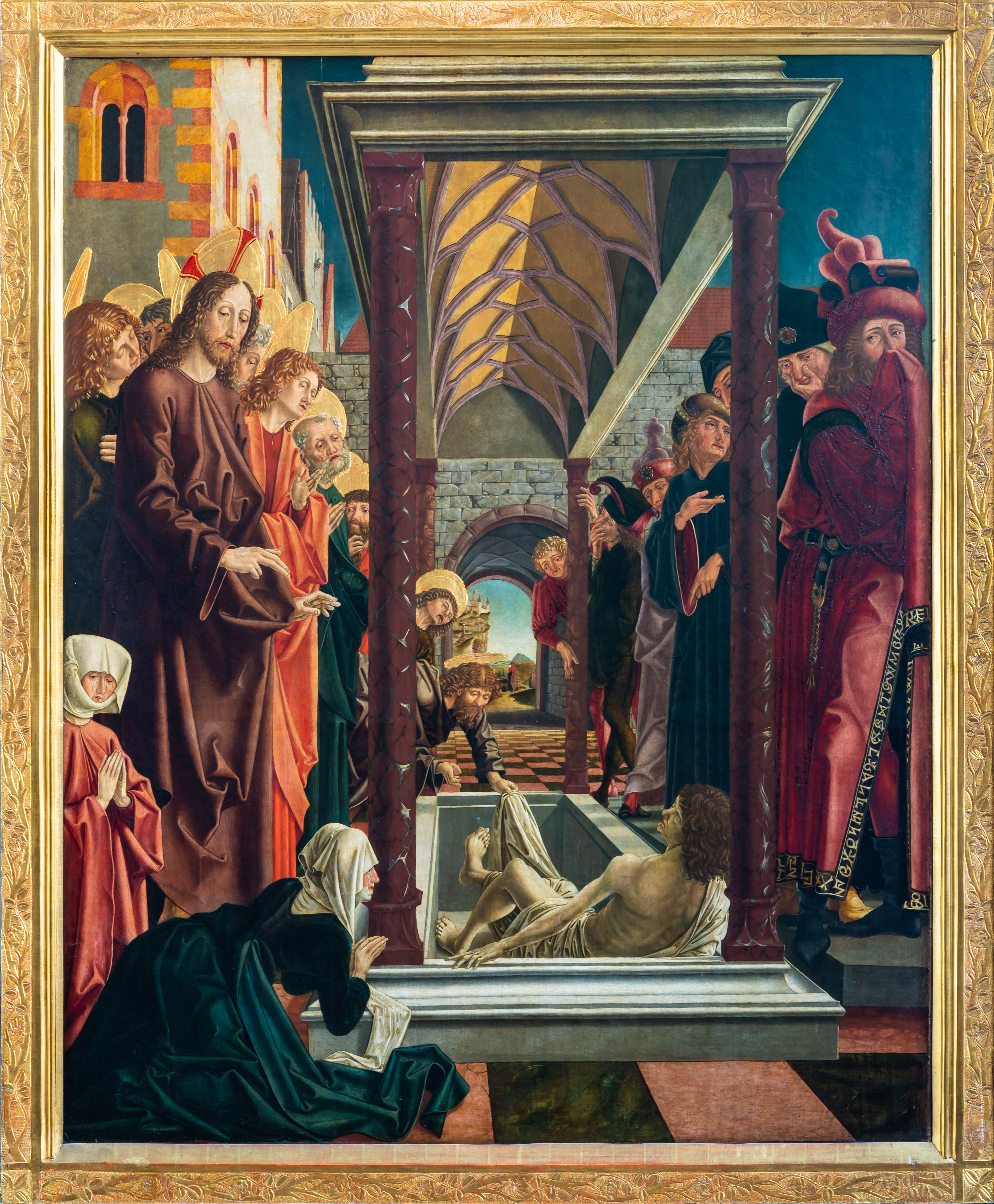
Auferweckung des Lazarus von Michael Pacher, 1471–79

Lazarus (griechisch Λάζαρος Lazaros) ist der Name zweier biblischer Gestalten: Lazarus von Bethanien wurde gemäß des Johannesevangeliums (Joh 11 ) von Jesus von den Toten auferweckt und gilt in mehreren Kirchen als Heiliger. Der arme Lazarus kommt in einem von Jesus dargelegten, im Lukasevangelium (Lk 16,19–31 ) berichteten Gleichnis vor.
Auf die Gestalt Lazarus’ von Bethanien gehen zahlreiche Legenden zurück. Seine Reliquien sollen in der Kathedrale von Autun liegen. Er ist der Patron der Totengräber. Nach dem auferweckten Lazarus wurden der Lazarus-Effekt, die Wiederauffindung von Tierarten, die als ausgestorben galten, der Lazarus-Effekt in der Halbleiterphysik und das Lazarus-Phänomen (das einer scheinbaren Auferstehung) benannt.

## Namensherkunft
Der Name Lazarus ist die lateinische Form des griechischen Wortes Lazaros, das auf den hebräischen Namen אֶלְעָזָר (Elʿazar, „Gott hat geholfen“) zurückgeht. Bekannte biblische Namensträger sind der dritte Sohn Aarons (Ex 6,23 ) als des Stammvaters der israelitischen Priesterschaft und der Sohn Abinadabs (1 Sam 7,1 ) als Hüter der Bundeslade. Der hebräische Name kommt in der Tora auch in der Form אֱלִיעֶ֑זֶר vor (Eliʿezer, „Mein Gott hat geholfen“). So heißen vor allem der Knecht Abrahams, der im Fall von Kinderlosigkeit dessen Erbe antreten soll (Gen 15,2 ), und der Sohn des Mose (Ex 18,4 ), bei dessen Erwähnung auch die Etymologie des Namens erfolgt.

## Lazarus in der Bibel

### Johannesevangelium

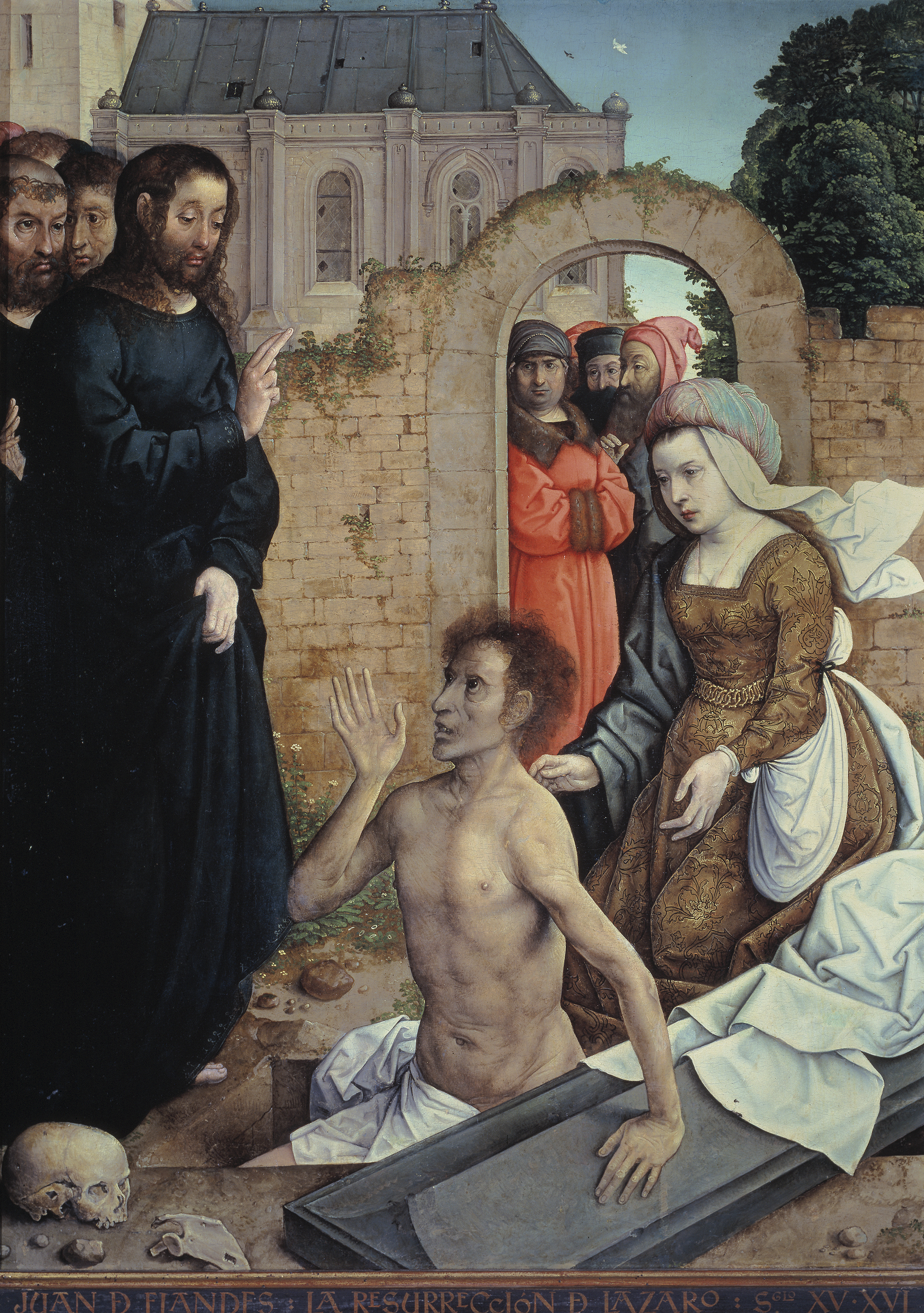
Die Auferweckung des Lazarus von Juan de Flandes, um 1500–1510

Nach dem Johannesevangelium (Joh 11,1–45 ) sind Lazarus und seine Schwestern Martha und Maria besondere Freunde Jesu. Nachdem dieser in Abwesenheit von der Krankheit des Lazarus erfahren hat, bleibt er noch zwei Tage im Norden Israels in der Nähe des Sees Genezareth und reist dann nach Bethanien, das in der Nähe Jerusalems liegt (Joh 11,18 ). Lazarus ist in der Zwischenzeit gestorben und bei der Ankunft Jesu bereits seit vier Tagen in einer Höhle beigesetzt. Jesus lässt den Stein vom Grab wegwälzen. Auf den Zuruf Jesu „Lazarus, komm heraus!“ verlässt dieser – noch mit den Grabtüchern umwickelt – lebendig das Grab (Joh 11,41–44 ).
Die Tat Jesu steht im Johannesevangelium dramaturgisch am Beginn der Passion Jesu und gilt daher als Zeichen (griech. σημεῖον semeion) für die spätere Auferstehung Jesu selbst (Joh 11,47 ). Hier wie dort erscheint Gott als wirkende Macht (Joh 11,40–42 ), der Sohn als vom Vater bevollmächtigt (vgl. Joh 5,21 , Joh 10,17f. ).
Dieselbe Geschichte wird – wesentlich erweitert – auch im apokryphen Geheimen Markusevangelium erzählt.

### Lukasevangelium

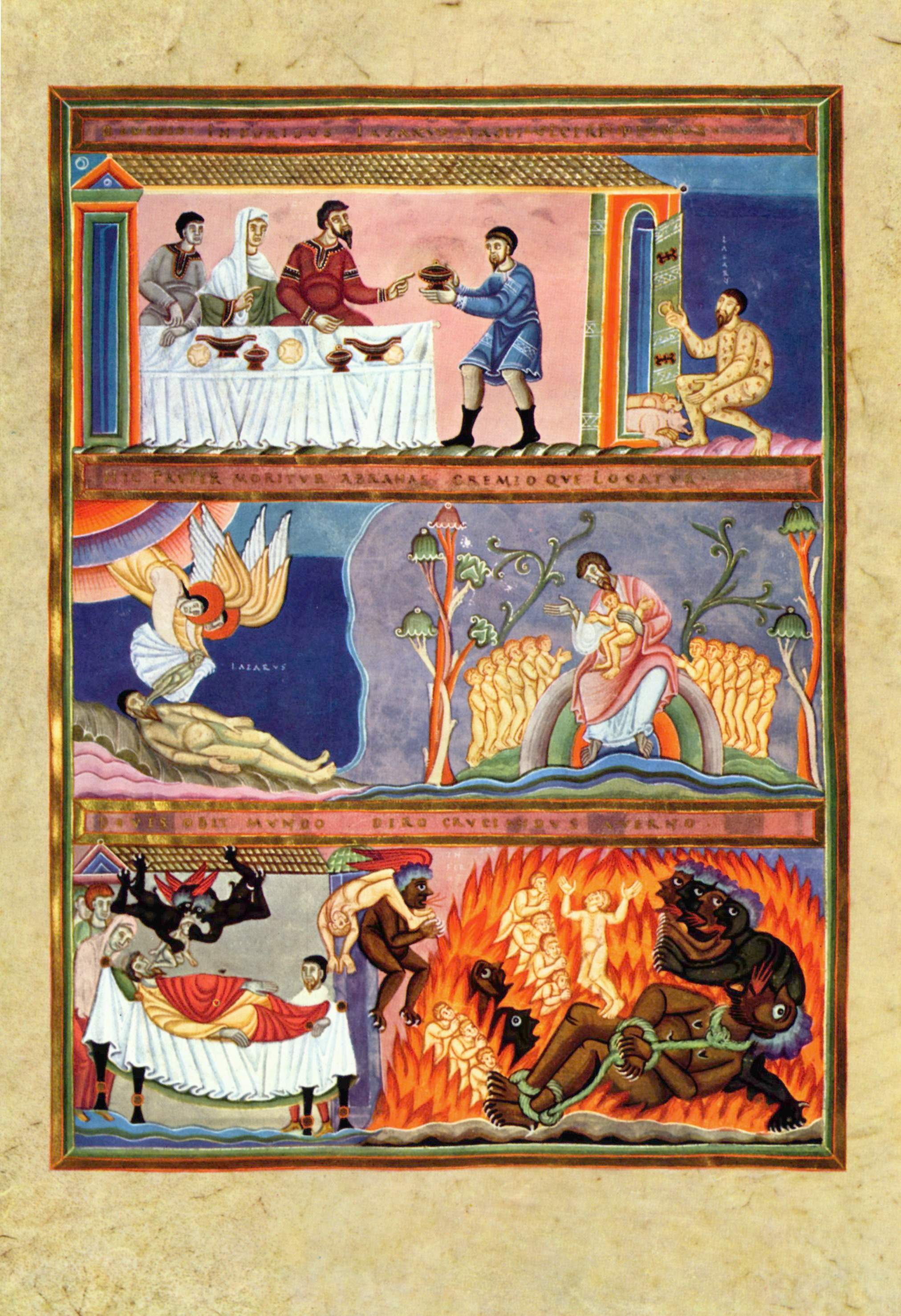
Codex Aureus Epternacensis: Gleichnis vom reichen Prasser und vom armen Lazarus (etwa 1035–1040)

Von einem anderen Lazarus spricht das Gleichnis vom reichen Mann und dem armen Lazarus (Lk 16,19–31 ). Der kranke und arme Lazarus liegt vor der Tür eines reichen Mannes und begehrt nur die Brocken, die von dessen reicher Tafel herabfallen, während Hunde seine Geschwüre lecken. Nachdem beide Männer gestorben sind, kommt der Reiche in die Unterwelt („Hades“) und sieht von dort Lazarus „in Abrahams Schoß“ gebettet. Der Reiche bittet Abraham, Lazarus zu ihm zu schicken, um ihm seine Qualen zu erleichtern. Dies verweigert Abraham mit dem Hinweis, der Reiche habe seinen Anteil am guten Leben bereits im Diesseits erhalten. Auch die Bitte des Reichen, Lazarus zu seinen Hinterbliebenen zu senden, um sie vor den Folgen eines üppigen Lebens zu warnen, wird von Abraham abgelehnt unter Hinweis auf die Weisungen der Tora und der zusätzlichen Begründung: „Wenn sie auf Mose und die Propheten nicht hören, werden sie sich auch nicht überzeugen lassen, wenn einer von den Toten aufersteht“ (Lk 16,31 ). Dies ist das einzige überlieferte Gleichnis Jesu, in dem eine der Personen einen Namen hat.

## Lazarus in Legenden
Die Erzählung vom auferweckten Lazarus hat eine Reihe von Legenden geprägt:

### Tod des Auferweckten
Einige Legenden lassen den auferweckten Lazarus unter Kaiser Claudius, der das römische Reich von 41 bis 54 n. Chr. regierte, friedlich entschlafen, während andere Legenden erzählen, dass Lazarus unter Domitian, der von 81 bis 96 n. Chr. regierte, bedroht wurde. Dieser soll ihn vergeblich zum heidnischen Opfer aufgefordert haben. Nach Lazarus’ Widersetzung ließ Domitian ihn demnach in den Kerker werfen. Dort sei ihm Christus erschienen und habe ihn ermutigt. Danach sei Lazarus enthauptet worden.

### Lazarus als Bischof
Nach einer weiteren Legende war die zweite Heimat von Lazarus das Königreich Kition mit seiner Residenz-Hauptstadt Larnaka auf Zypern. Lazarus war demnach der erste Bischof von Larnaka, eingesetzt von Paulus und Barnabas, als diese Zypern bereisten. Im Jahre 890 unter der Herrschaft Kaiser Leos VI. soll in Larnaka ein Sarkophag mit der Aufschrift „Lazarus, der Freund Christi“ gefunden worden sein. Über der Fundstelle wurde eine Lazarus geweihte Kirche errichtet, heute die Hauptkirche von Larnaka. Der Sarkophag in der Krypta dieser Kirche ist jedoch inzwischen leer. Die Gebeine wurden bald nach ihrer Entdeckung nach Byzanz – dem heutigen Istanbul – gebracht. Von dort wurden sie durch Kreuzfahrer im Jahr 1204 nach Marseille verschleppt. Darauf beruhen die Legenden von Lazarus als Bischof von Marseille. Nach einer dieser Legenden, die aus dem Hochmittelalter stammt, war Lazarus ein Herzogssohn, der auf alle Eitelkeit der Welt verzichtete. Er wurde von Juden zusammen mit seinen Schwestern und mit seinen Freunden Maximin und Cedonius auf einem Schiff ohne Ruder und Segel auf dem Meer ausgesetzt. Dieses Schiff landete in Marseille, wo Lazarus zum Bischof gewählt wurde.

### Todesstätte
Spätestens seit dem ersten Drittel des 4. Jahrhunderts war in Bethanien ein Lazarus-Grab bekannt. So schreibt der Kirchenhistoriker Eusebius von Caesarea im Jahr 330:

„Da hat Christus den Lazarus auferweckt. Bis jetzt wird noch die Stelle des Lazarus gezeigt.“

An dem genannten Ort soll Lazarus die vier Tage bis zu seiner Auferstehung gelegen haben. Nach dem Zeugnis des Hieronymus scheint dort um 390 eine kurz zuvor erbaute Kirche gestanden zu haben.
Dieser Ort in Bethanien wurde später nach Lazarus „Lazarion“ genannt. Der Ort heißt heute arabisiert El-Azarjeh und liegt in Palästina. Das „L“ aus Lazarus kommt von hebräisch El, also deutsch Gott und Elʿāzār von deutsch ‚Gott hat geholfen‘. Der Ortsname bewahrt den biblischen Namen Elʿāzār. Am Samstag vor Palmsonntag findet jährlich eine Prozession von Jerusalem nach Bethanien statt; auch in Frankreich, Spanien und Italien wurde sein Fest früher am Palmsonntag begangen.

## Gedenktage
- Katholisch: 29. Juli (bis zur Reform des Heiligenkalenders war dies der 17. Dezember). Papst Franziskus nahm Lazarus von Betanien neben Maria und Marta von Betanien in den Generalkalender auf.[4]
  - in Autun: Übertragung der Gebeine 20. Oktober
- orthodox: Samstag vor Palmsonntag (Lazarus-Samstag)
- anglikanisch: 29. Juli
- evangelisch: 29. Juli im Kalender der Evangelisch-Lutherischen Kirche in Amerika[5] und der Lutherischen Kirche – Missouri-Synode[6]

## Rezeption der Auferstehung des Lazarus

### Bildende Kunst
Die Auferstehung des Lazarus ist ein zentrales Thema der Malerei, vor allem in der Renaissance. Schon in den frühesten Darstellungen der Katakombenmalerei und auf frühchristlichen Sarkophagen wurde Lazarus und die Auferstehung als Symbol für die den Tod überwindende Kraft besonders häufig dargestellt. Die früheste bekannte Darstellung der Lazarus-Geschichte ist ein Wandgemälde aus dem 3. Jahrhundert. Es befindet sich im Raum XIII der Katakombe Santi Pietro e Marcellino in Rom. Neben Malereien wurde das Lazarus Thema auch in Elfenbeinschnitzereien, Statuen, Fresken und anderen Arten der bildenden Kunst dargestellt.
Die Auferstehung des Lazarus ist auch in den bildenden Künsten der Gegenwart ein häufiges Thema. Maler wie Alfred Leslie, Herbert Falken oder Fritz Mehnert haben sich dieses Themas angenommen.

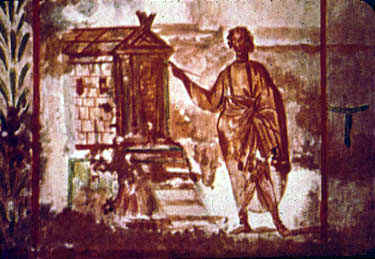
Frühe Darstellung des Lazarus-Themas in Katakomben
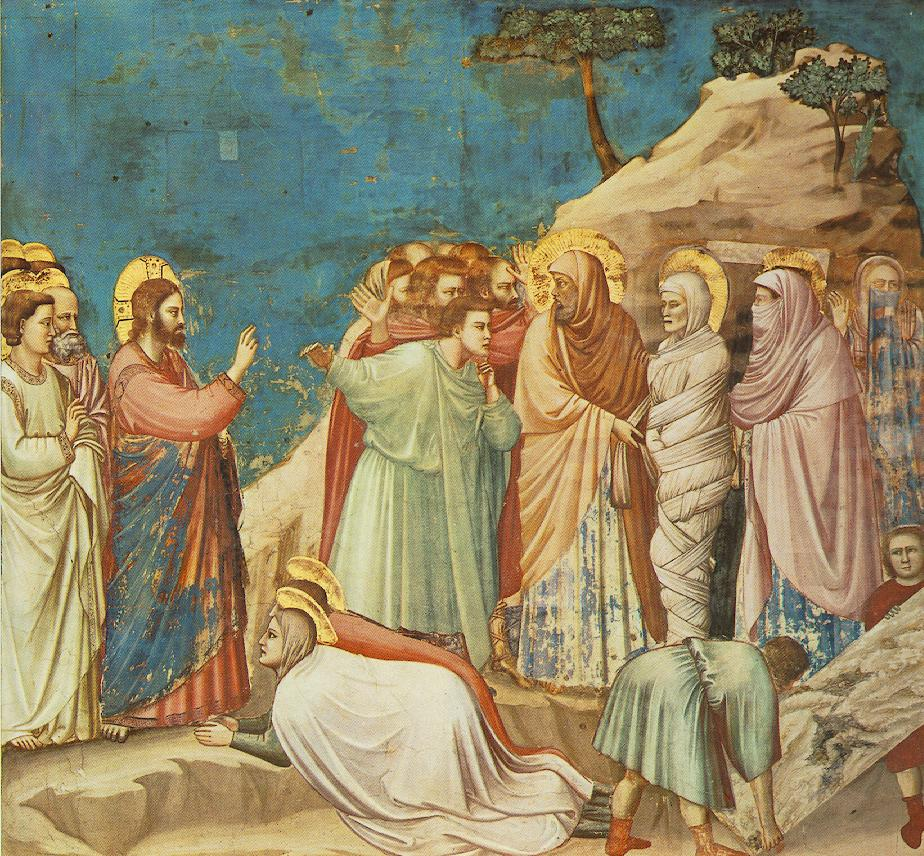
Die Auferstehung Lazarus von Giotto di Bondone
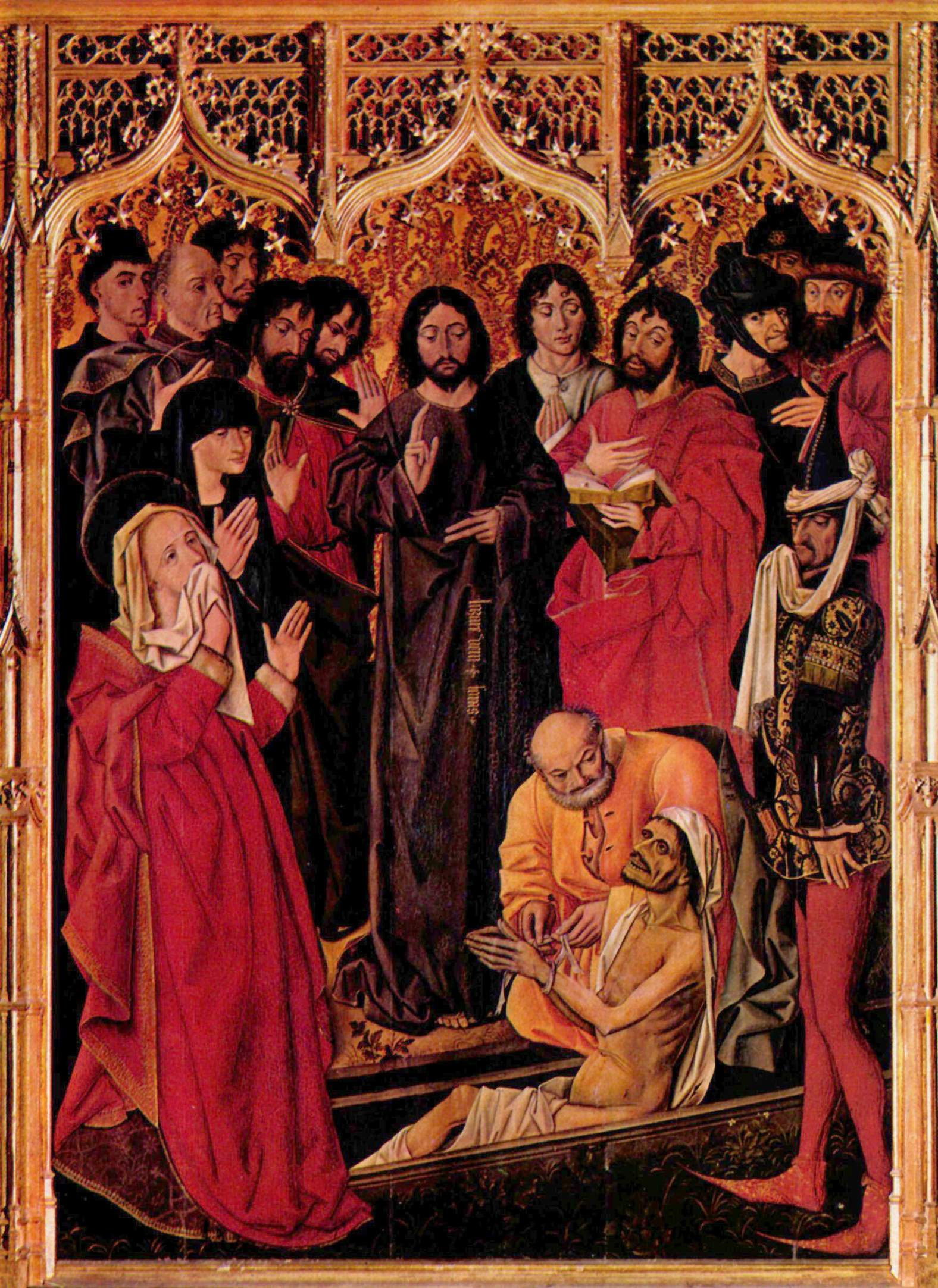
Erweckung des Lazarus von Nicolas Froment (Florenz, Uffizien)
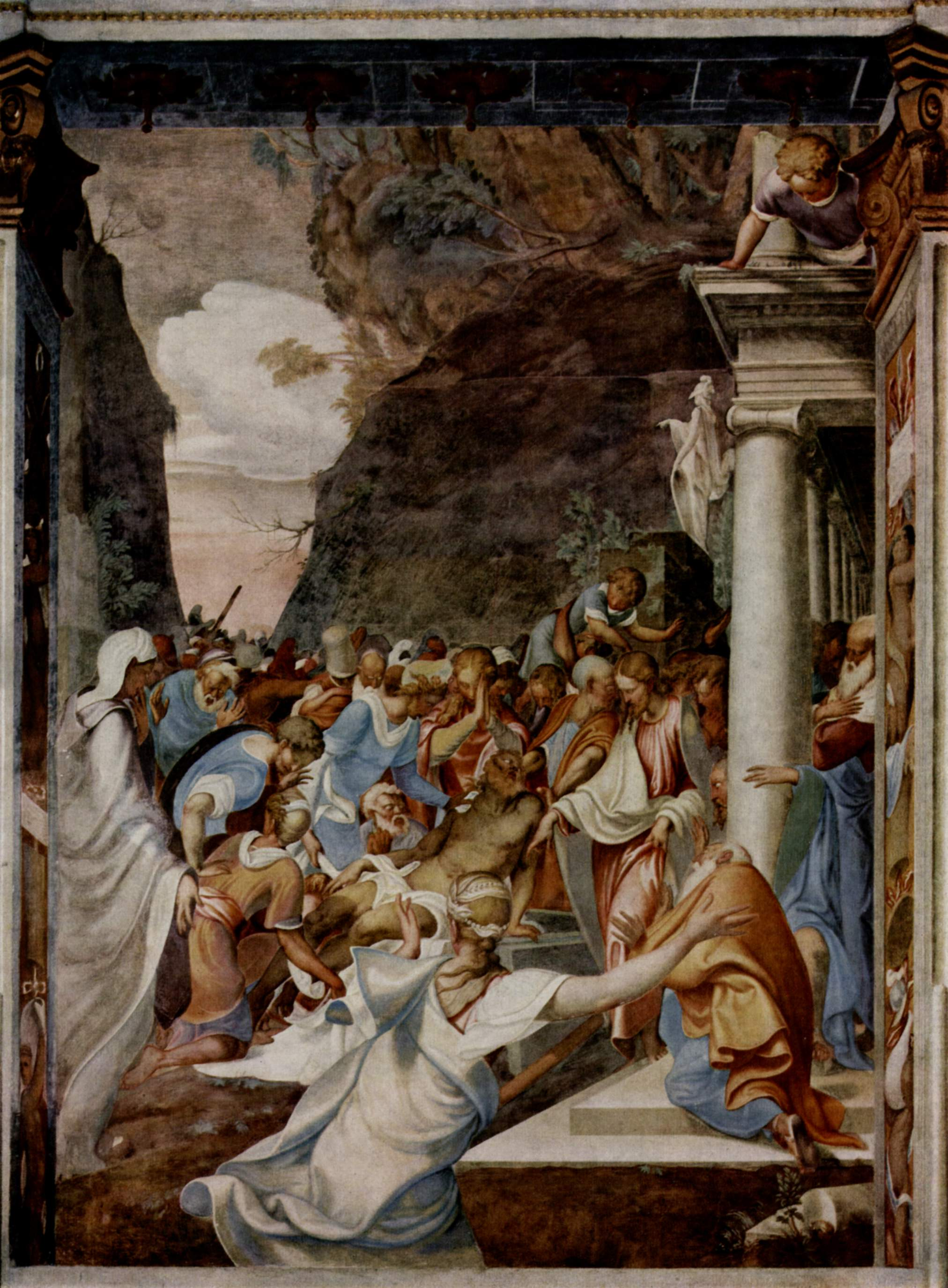
Die Auferstehung des Lazarus von Camillo Boccaccino, 1540
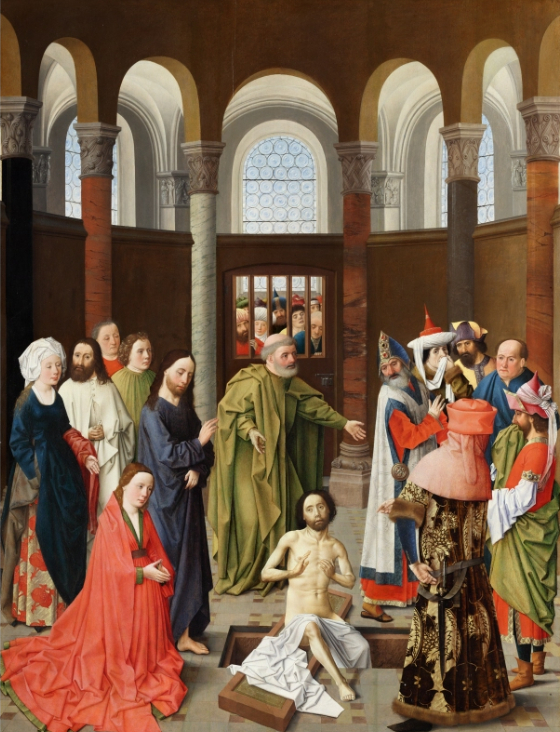
Auferweckung des Lazarus von Aelbert van Ouwater, Mitte 15. Jahrhundert
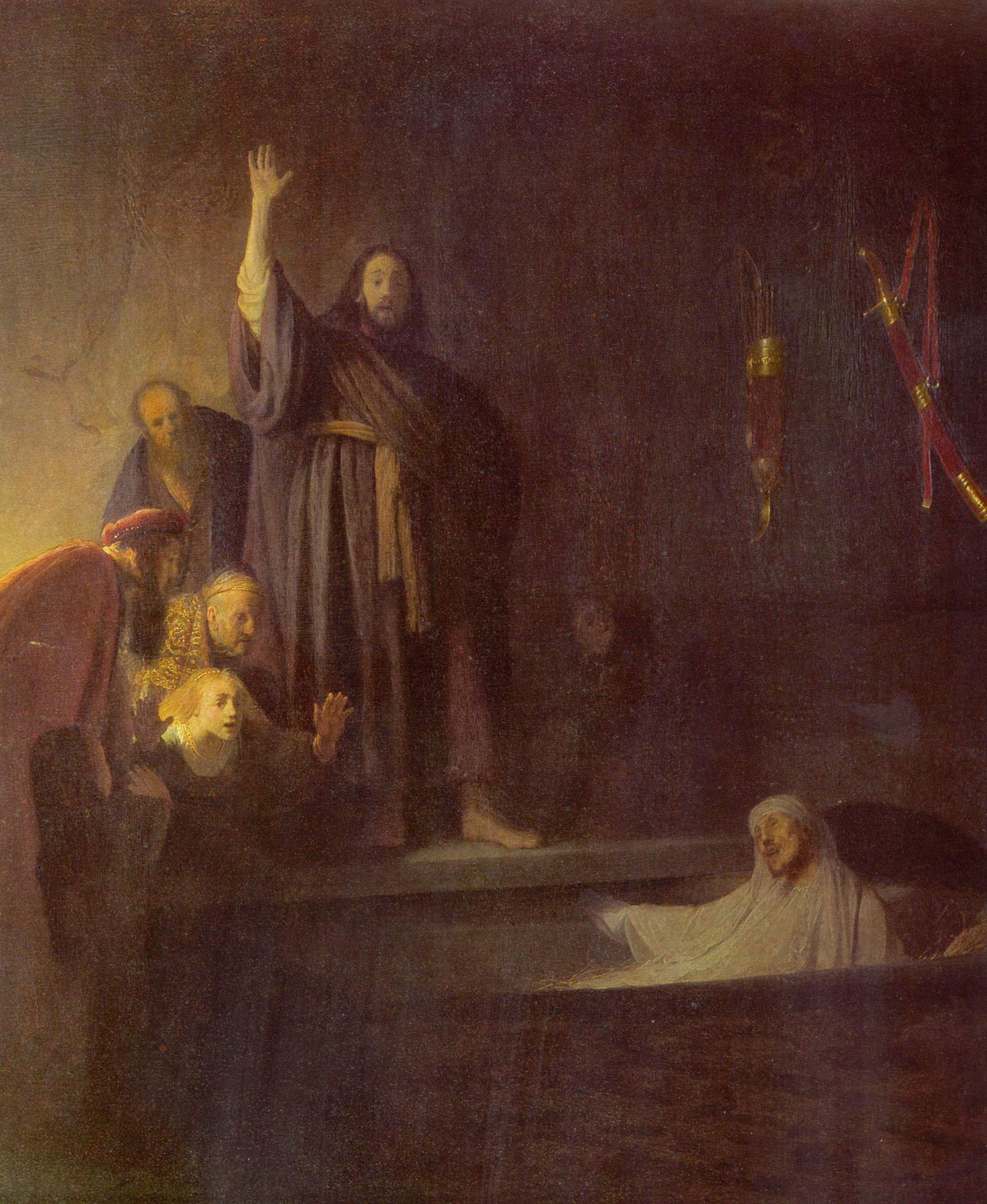
Auferweckung des Lazarus von Rembrandt Harmensz. van Rijn um 1630
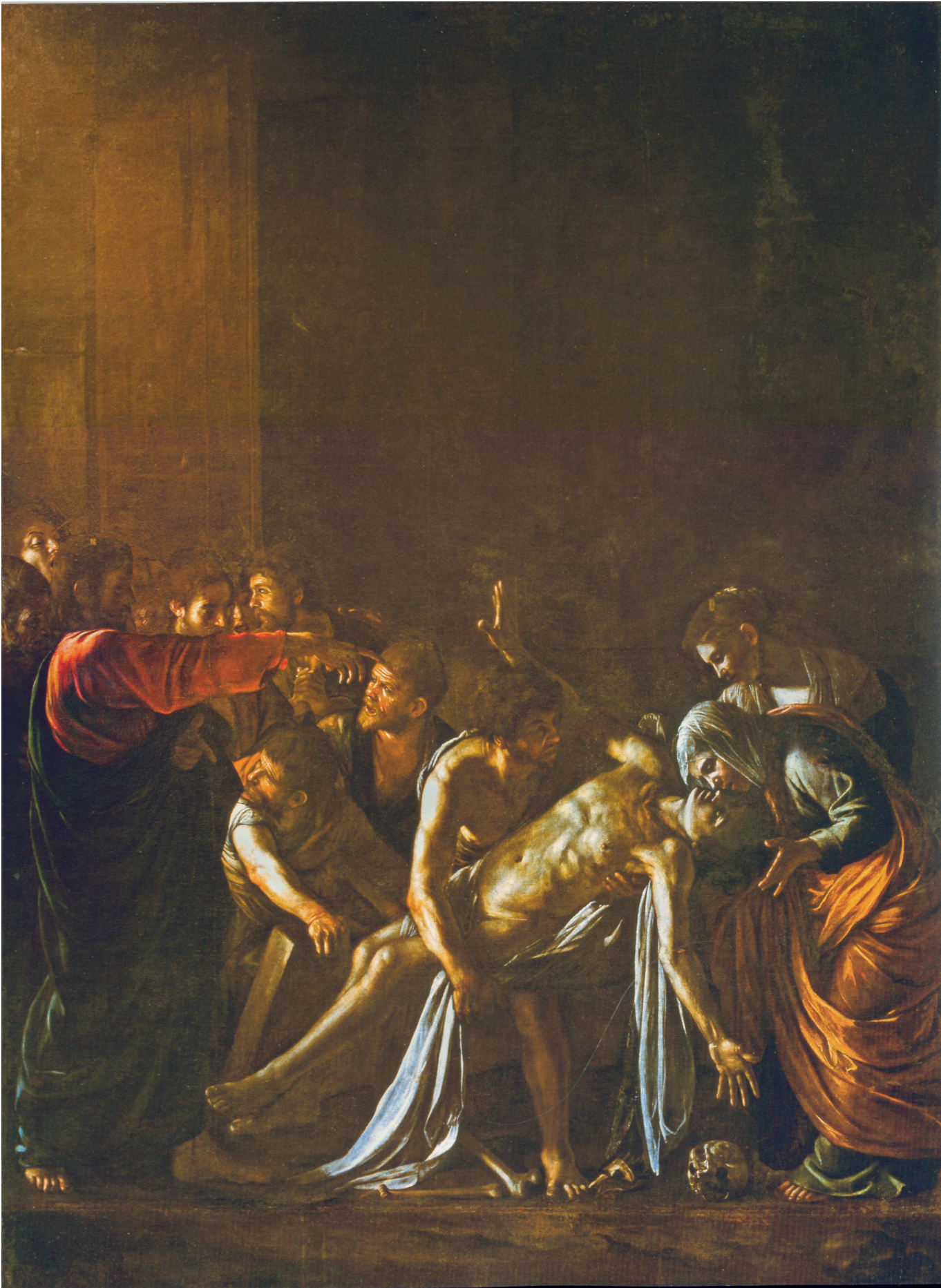
Auferweckung des Lazarus von Michelangelo Caravaggio, 1609
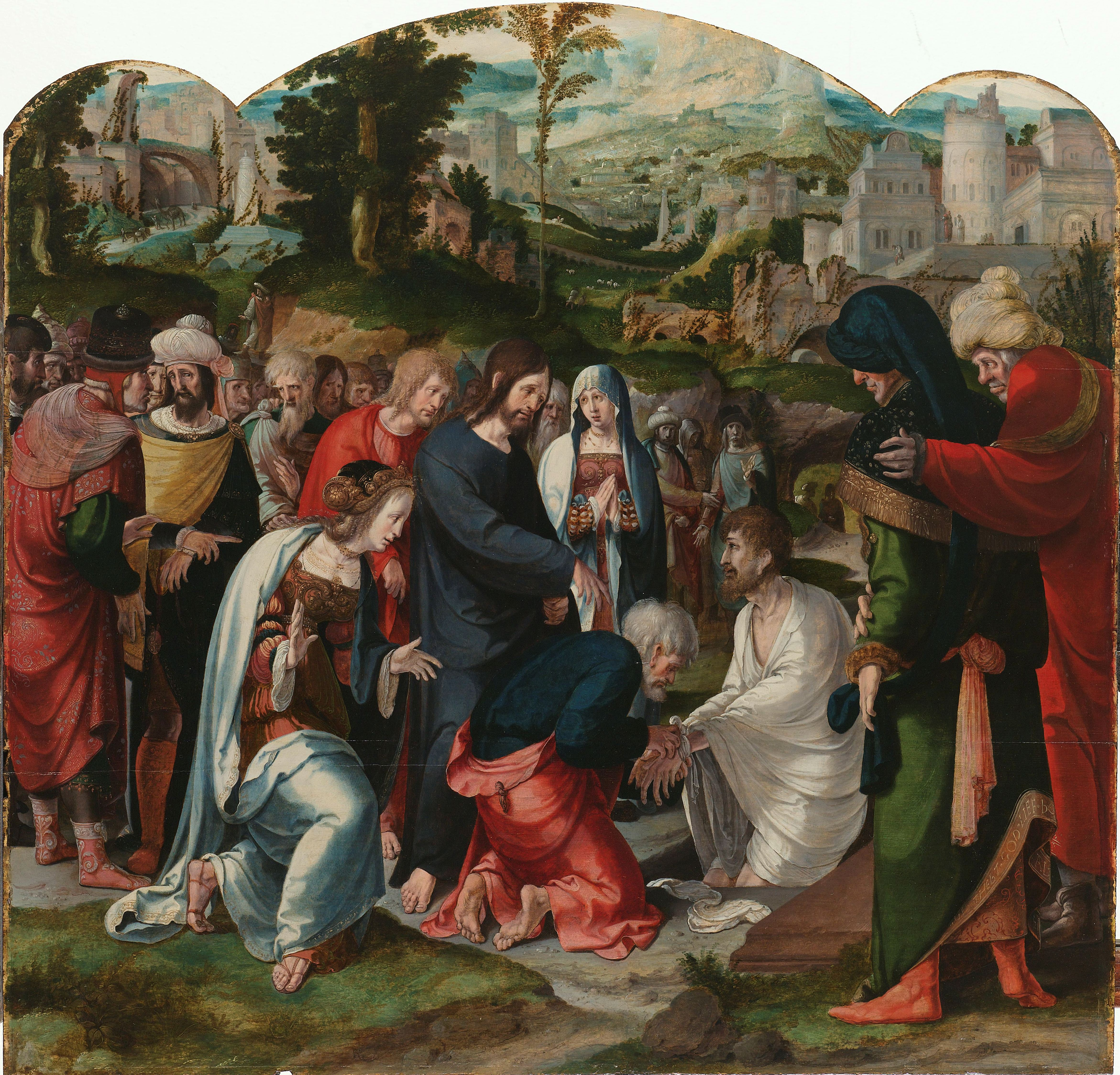
Erweckung des Lazarus von Aertgen van Leyden, 1. Hälfte 16. Jahrhundert
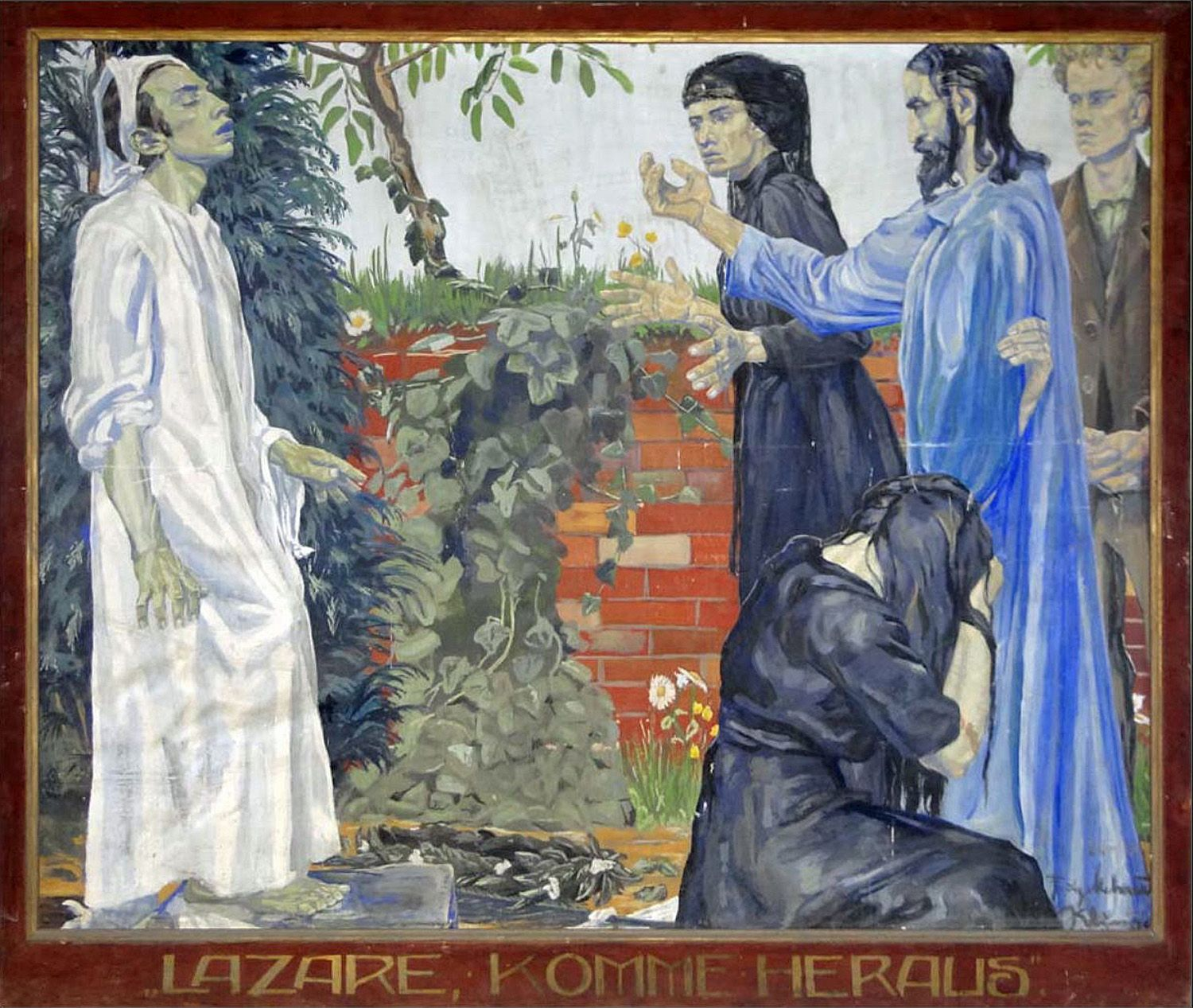
Lazare, komme heraus von Fritz Mehnert, 1912
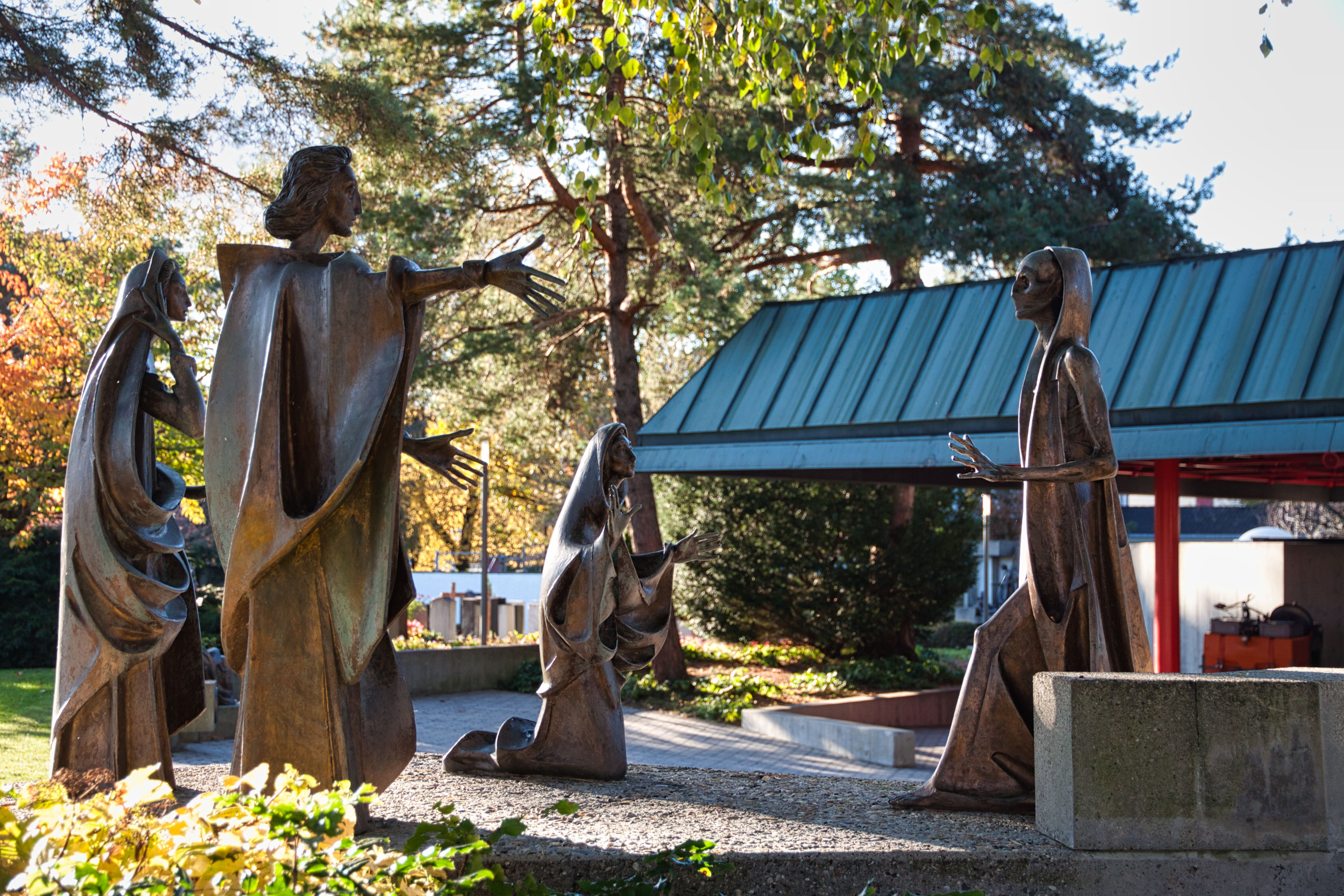
Erweckung des Lazarus, Albert Wider 1973
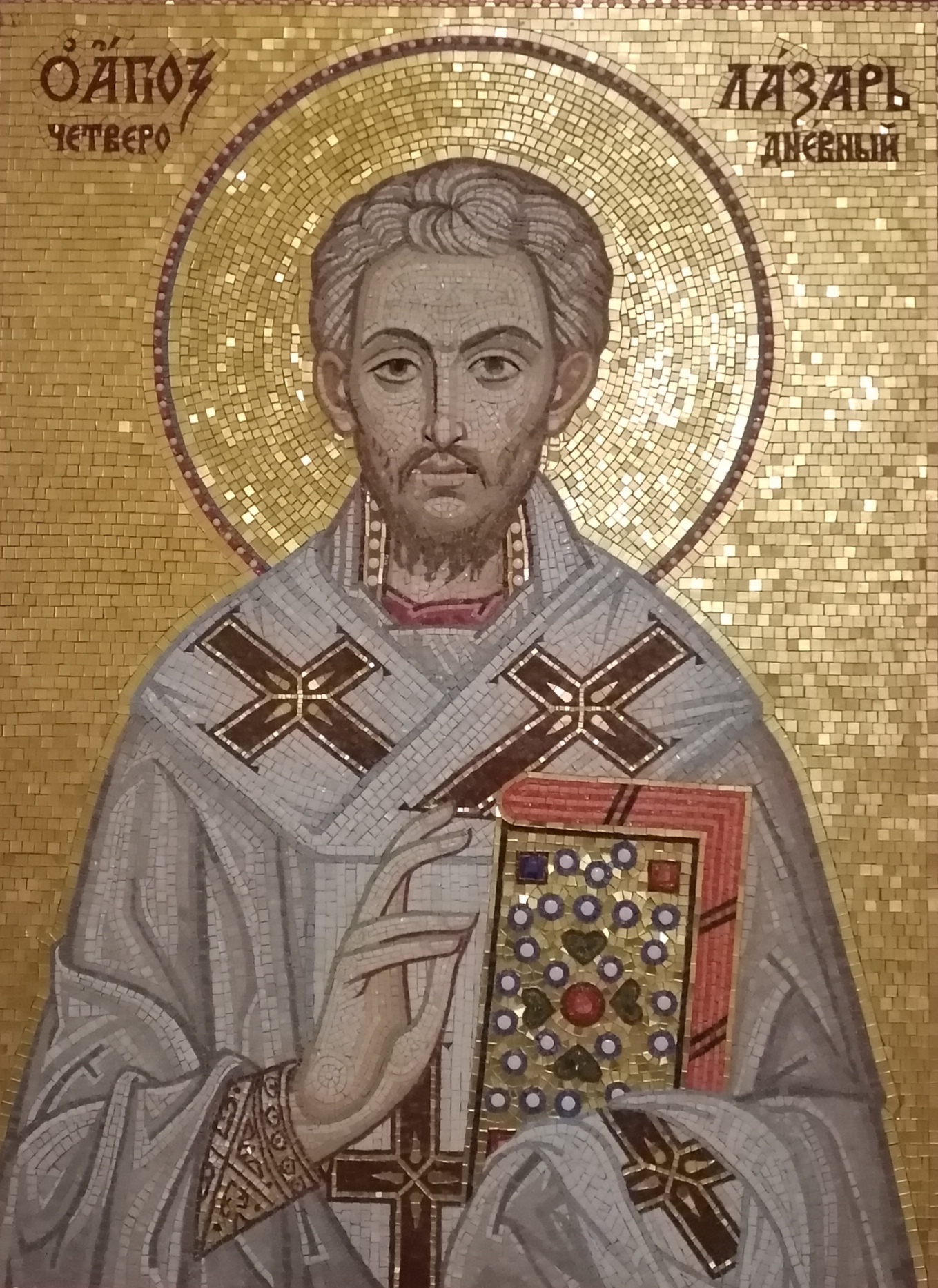
Mosaik des hl. Lazarus von Bethanien im Dom des heiligen Sava in Belgrad

### Film
Abgesehen von Bibelverfilmungen wird die Figur oder der Name des Lazarus – stets in Anspielung auf den auferweckten Lazarus des Johannesevangeliums – in vielen Filmen und Serien verwendet, wo es um das Motiv von Auferstehung oder Wiedergeburt geht.
- Dr. Marian Lazarus (Frances Sternhagen) erweckt im Film Outland – Planet der Verdammten (1981) den Kampfgeist und Lebenswillen des Protagonisten Marschall O’Niel (Sean Connery) zu neuem Leben.
- Im Film Galaxy Quest (1999) ist der Name des außerirdischen Arztes und Heilers Dr. Lazarus.
- Lazarus (Samuel L. Jackson), der Protagonist des Filmes Black Snake Moan (2006), verhilft Rae (Christina Ricci) zu einem neuen Leben.
- Der Name des Psychothrillers Das Lazarus-Projekt (2008) und des dem Film zugrundeliegenden utopischen Regierungsprojekts leitet sich vom Bericht der Auferweckung des Lazarus ab.
- Im Science-Fiction-Film Interstellar (2014) von Christopher Nolan heißen die ersten Weltraumerkundungen vor der Handlung rund um die Endurance „Lazarus-Missionen“.
- Der Film Glücklich wie Lazzaro (2018) beschreibt die Auferstehung der Hauptfigur in der modernen Welt, nachdem sie in einer anachronistischen, feudalen Inselgesellschaft verunglückt war. Auch spielt der Film mit Motiven des Gleichnisses vom reichen Mann und armen Lazarus, wenn etwa der Hund des Adeligen Lazarus Brot beschnuppert.
- In der sechsten Episode der 29. Staffel der britischen Science-Fictionserie Doctor Who baut Professor Lazarus eine Maschine, die es möglich macht, jünger zu werden.
- In der 15. Folge der ersten Staffel der Fernsehserie Akte X – Die unheimlichen Fälle des FBI steht ein Krimineller von den Toten wieder auf, indem er den Körper eines FBI-Agenten in Besitz nimmt.
- In der vierten Staffel der Mystery-Serie Supernatural heißt die erste Folge „Lazarus erhebt sich“.
- In Serien des Arrowverse, u. a. Arrow, lässt Oliver Queen (Green Arrow) seine sterbende Schwester Thea Queen mit Hilfe der Lazarus-Grube heilen. Später in der Serie wird auch die bereits tote Sara, alias Black Canary, mit Hilfe der Grube wieder zum Leben erweckt.
- In der ersten Folge der dritten Staffel der BBC-Serie Sherlock erfährt man, dass die Operation, mit der der Tod Sherlocks vorgetäuscht wird, den Codenamen „Lazarus“ trägt.

### Hörspiel
- In der Serie Offenbarung 23 ist die Folge 30 (2009) mit dem Titel „Lazarus“ veröffentlicht worden. In der Handlung geht es um das Wiederauftauchen eines für tot erklärten Mannes.

### Comics
In Ausgaben des US-amerikanischen Verlages DC Comics verschafft sich der Ökoterrorist Ra’s al Ghul durch Bäder in sogenannten Lazarus-Gruben ewige Gesundheit und ewiges Leben. Das Verfahren kann auch bei anderen Lebewesen durchgeführt werden. Die Gruben tauchen auch in entsprechenden Verfilmungen auf (siehe auch Abschnitt Film).

### Musik
Die Geschichte des auferweckten Lazarus wurde 1863 von dem romantischen Komponisten Carl Loewe als Oratorium (Die Auferweckung des Lazarus) vertont. Die Handlung setzt beim im Sterben liegenden Lazarus ein, der schließlich nach seinem Tode von Jesus erweckt wird, und endet mit einem Lobgesang auf Kraft und Größe von Jesus, der als rechte Hand Gottes Macht über Leben und Tod hat. Als Quelle ist nur eine Fassung für Klavier bzw. Orgel, Chor und Solisten erhalten, die in heutigen Aufführung dieses sehr selten gespielten Werkes zuweilen für Orchester arrangiert wird.
1820 schrieb Franz Schubert sein Oratorium Lazarus, welches nur noch als Fragment überliefert ist und postum 1863 uraufgeführt wurde. 1996 erstellte der russische Komponist Edison Denissow eine Vollendung von Schuberts Fragment.
Das Oratorium Die Auferweckung des Lazarus von Johann Vogt wurde 1858 in Liegnitz uraufgeführt.
Der Franzose Raoul Pugno komponierte das 1879 uraufgeführte Oratorium La résurrection de Lazare.
Der Spanier Cristóbal Halffter schuf eine Oper mit dem Namen Lázaro, die am 4. Mai 2008 im Kieler Opernhaus ihre Uraufführung hatte.
Das Kammeroratorium mit dem Titel Lazarus entstand 2017 aus der Zusammenarbeit des Komponisten Michael Starke und des Hamburger Regisseurs und Autors Maximilian Ponader. Das Oratorium greift auf die biblische Lazarus-Geschichte zurück, es stellt eine moderne Deutung derselben dar.
Terry Callier veröffentlichte 1998 auf seinem Album TimePeace den Song „Lazarus Man“.
Nick Cave and the Bad Seeds veröffentlichten 2008 das Rock-Album Dig!!! Lazarus Dig!!!.
Sting
veröffentlichte 1987 auf seinem Album Nothing Like The Sun den Song The Lazarus Heart.
Marilyn Manson nimmt in seinem Song "The Mephistopheles Of Los Angeles" von seinem Album "The Pale Emperor" (2015) Bezug auf Lazarus.
David Bowie veröffentlichte im Dezember 2015 seine letzte Single mit dem Titel Lazarus vom Album Blackstar. Das Video dazu erschien am 7. Januar 2016, drei Tage vor Bowies Tod.
Tom Jones veröffentlichte im April 2021 sein Album Surrounded by Time. Der letzte Titel des Albums lautet Lazarus Man.
In der Folk-, Pop- und Rockmusik des 20. und 21. Jahrhunderts spielen die Lazarus-Gestalten in zahlreichen Werken eine Rolle, wobei auch hier die Figur des auferweckten Lazarus entsprechend ihrer kulturgeschichtlichen Bedeutung deutlich häufiger vorkommt.

### Videospiele
- Eine Figur namens Erzbischof Lazarus kommt in den Teilen eins und drei der Rollenspielreihe Diablo vor.[11]
- Im Videospiel Mass Effect 2 wird die Hauptfigur Commander Shepard im Rahmen des Lazarus-Projektes wiederbelebt, nachdem er bei einem Angriff einer unbekannten Spezies ums Leben gekommen war.
- Zudem gibt es im Videospiel The Binding of Isaac: Rebirth einen spielbaren Charakter mit dem Namen Lazarus. Dieser wird ebenfalls nach seinem Tod wiederbelebt.
- Eine Endgame-Aktivität in dem MMORPG New World nennt sich „Lazarus-Instrumentalität“. In dieser kämpft man in einer Gruppe von bis zu fünf Spielern gegen antike Wächter.
- Im Rollenspiel Baldur’s Gate 3 erweckt die geheimnisvolle Figur Lazarus in deinem Lager verstorbene Gruppenmitglieder wieder zum Leben.

## Sonstiges
Vor allem in den slawischen Sprachen ist Lazarus in der Form Lazar ein bis heute gebräuchlicher Vorname. Der Vorname Lazarus war auch in Deutschland und Frankreich bekannt, ist aber heute selten.
Der Lazarus-Orden oder Orden des Heiligen Lazarus (voller Name: Militärischer und Hospitalischer Orden des Heiligen Lazarus von Jerusalem) ist eine christliche ritterliche Ordensgemeinschaft, die im 12. Jahrhundert als geistlicher Ritterorden in Jerusalem gegründet wurde und ihre Ursprünge in einem dem Heiligen Lazarus von Bethanien geweihten Leprahaus (Leprosorium) hat, das sich außerhalb der Stadtmauer, in der Nähe des Neuen Tores befunden hatte und damals schon seit Alters von armenischen Mönchen betrieben worden war. Der Sitz des Großmagisteriums war Jerusalem, dann Boigny. In den Jahrhunderten seines Wirkens ist er über Jerusalem hinaus als Krankenpflegeorden bekanntgeworden. Seine hospitalischen Tätigkeiten haben in der Entstehung des Begriffes „Lazarett“ sowie im grünen Kreuz der Apotheker ihre geschichtliche Würdigung erhalten. Der Orden war über Jahrhunderte hinweg in der hospitalischen Betreuung von hauptsächlich Leprakranken engagiert. Der Orden führt ein grünes achtspitziges Kreuz als Symbol.
Der katholische Männerorden der Lazaristen hat seinen Namen von der Kirche seines ersten Mutterhauses, Saint Lazare in Paris, die dem hl. Lazarus geweiht ist.
Auf den armen Lazarus geht die Bezeichnung der neapolitanischen Lazzaroni (Bettler, Besitzlose) zurück. Karl Marx schreibt in seiner Darstellung der Verelendungstheorie und der industriellen Reservearmee in Das Kapital von der „Lazarusschicht der Arbeiterklasse“ und bezieht sich damit ebenfalls auf die Armut dieser Person.
In technischen Zusammenhängen wird der Begriff Lazarus gelegentlich benutzt, wenn es um eine Wiederauferstehung im übertragenen Sinne (beispielsweise Datenwiederherstellung) geht: Der Effekt der Wiederbelebung „tauber“ Teilchendetektoren bei niedriger Temperatur wird Lazarus-Effekt genannt. Das Datenwiederherstellungsprogramm Diskdoctor des Betriebssystems AmigaOS benennt einen Datenträger „Lazarus“, wenn es beim Reparieren dessen ursprünglichen Namen nicht mehr ermitteln kann. Eine Browser-Erweiterung für den Webbrowser Mozilla Firefox, das nach einem Absturz den Inhalt eines zuvor vom Benutzer ausgefüllten Webformulars wiederherstellen kann, wurde ebenfalls Lazarus genannt. Des Weiteren versteht man unter Lazarus eine visuelle Entwicklungsumgebung für die Programmiersprache Pascal.